# مجنون چون روباه
مجنون چون روباه (انگلیسی: Crazy like a Fox) یک فیلم کمدی صامت کوتاه آمریکایی به کارگردانی لئو مک‌کری است که در سال ۱۹۲۶ منتشر شد. از بازیگران این فیلم می‌توان به اولیور هاردی، چارلی چیس، ویلیام وی. مونگ، مارتا اسلیپر، تایلر بروک، سمی بروکس، جری مندی، مکس اَشر، میلا دَوِنپورت و لایل تیو اشاره کرد.